# Верховный суд Канады
Верхо́вный суд Кана́ды (англ. Supreme Court of Canada, фр. Cour suprême du Canada) — высший суд Канады, расположенный в федеральной столице Оттаве. Он является последним местом обжалования для всех сторон в гражданских, уголовных или административных делах.
Суд состоит из девяти судей, официально назначаемых генерал-губернатором по совету Кабинета министров. Суд заседает в тяжеловесном здании в духе ар-деко, задуманном архитектором Эрнестом Кормье в доме 301 по Веллингтон-стрит.
Если единодушие не требуется, то решение принимается большинством голосов. Ежегодно суд рассматривает от 40 до 75 апелляций на юридические решения провинциальных, территориальных и федеральных судов. Решения, вынесенные судом, окончательны и не могут быть обжалованы в апелляционном порядке.
В частном праве в его подсудность включается гражданское право провинции Квебек и общее право других провинций и территорий. Когда он занимается гражданско-правовыми делами Квебека, к подготовке обязательно привлекаются трое судей из Квебека, но они не имеют решающего голоса во время совещания судей.

## История
Создание Суда было разрешено Конституционным актом 1867 (прежде называемого актом 1867 о Британской Северной Америке). Первые законопроекты, связанные с его созданием были представлены в Парламенте Канады в 1869 и отклонены в 1870. Между тем, 8 апреля 1875 был, наконец, принят новый законопроект. Наиболее благосклонными к созданию Верховного суда государственными деятелями были Джон А. Макдональд, Телесфор Фурнье, Александер Макензи и Эдвард Блейк.
В начале работы Верховный суд ещё не был трибуналом последней инстанции для всех и не принимал апелляции, лежащие на обязанности Судебного комитета Тайного совета в Лондоне. Таким образом, дела могли обойти Суд и перейти из провинциального Апелляционного суда прямо в Лондон.
С течением времени Тайный совет становился всё более и более непопулярным среди некоторой части федеральной элиты. Английские судьи имели склонность к интерпретации Конституции в пользу провинций и в ущерб федеральному правительству. Во время Великой депрессии английские судьи решили посчитать противоречащими Конституции многочисленные предложения либерального федерального правительства о социальных реформах наперекор народной поддержке, которой оно пользовалось в Канаде. Большинство провинциальных правительств попросили федеральное правительство нажать на Соединённое королевство, чтобы получить юридическую независимость.
В 1933 Верховный суд Канады официально стал судом последней инстанции для апелляций по уголовным делам, а в 1949 — и по всем другим делам.

## Назначение судей
На основании канадского закона генерал-губернатор назначает всех судей Суда по рекомендации Кабинета министров.
В последние годы процесс назначения был источником некоторой полемики, потому что эти представления к назначению редко проходят под наблюдением парламента или оппозиционных политических партий.
Приверженцы этой системы аргументировали, что эти «скрытые от взора» назначения, проистекающие от консультаций премьер-министра с экспертами, имели следствием гораздо лучший отбор судей, чем тот, который был бы осуществлён в присутствии оппозиционных политиков, имеющих возможность открыто вести споры или накладывать вето.
Начиная с 2004, пока не введена новая процедура назначения, образуется специальная парламентская комиссия для рассмотрения новых кандидатур и составления доклада Парламенту без того, чтобы этот комитет имел возможность помешать процессу назначения в случае разногласия. В 2004, когда этот комитет должен был исполнять свои полномочия в первый раз, члены комитета, принадлежавшие к консервативной партии Канады, отказались подписать окончательный доклад, назвав процесс в целом «недостаточным».
Закон о Верховном суде ограничивает приемлемость кандидатур лицами, бывшими судьями в Высшем суде или членами коллегии адвокатов с опытом работы не менее десяти лет. Члены коллегии адвокатов или высшего судебного объединения Квебека по закону должны занимать три из девяти мест Верховного суда Канады. По условию шесть остающихся мест распределяются следующим образом: три для Онтарио, два для западных провинций (Манитоба, Саскачеван, Альберта и Британская Колумбия) и одно для атлантических провинций (Нью-Брансуик, Новая Шотландия, Остров Принца Эдуарда и Ньюфаундленд и Лабрадор).
Судьи Верховного суда назначаются до достижения 75 лет или до выхода на пенсию.

## Роль Верховного суда в канадской судебной системе

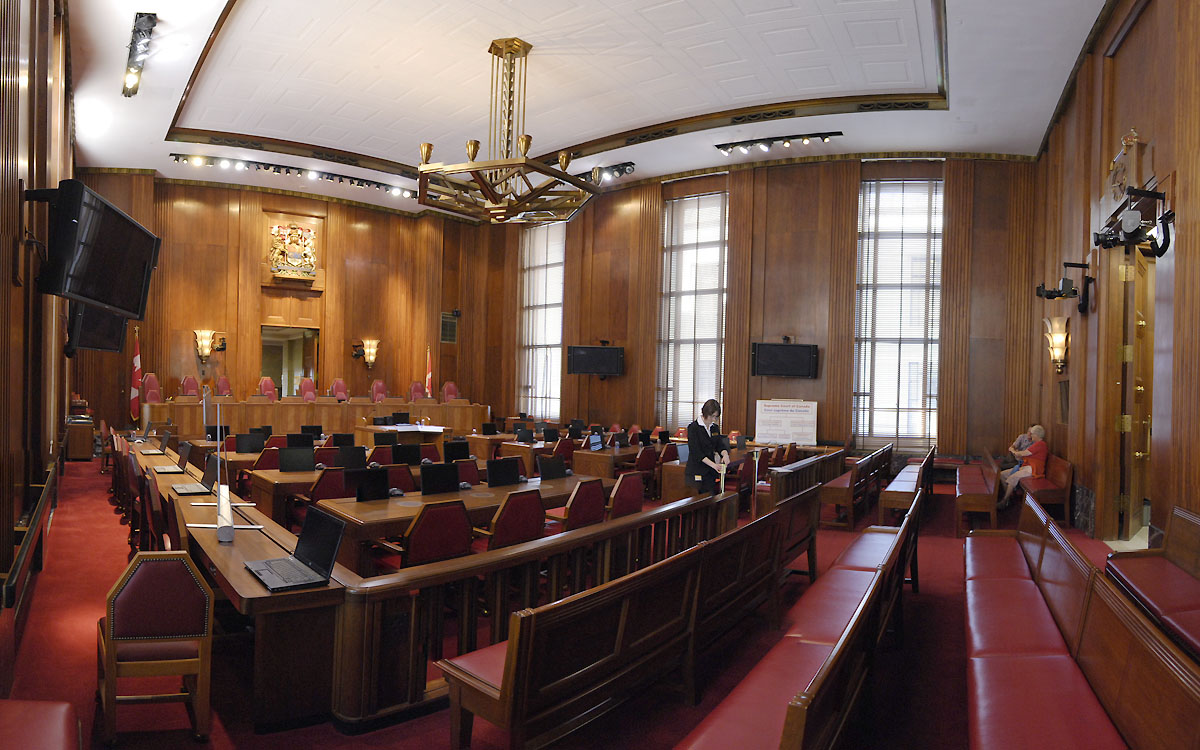
Панорамный фотоснимок зала заседаний

Канадская судебная система может быть рассмотрена, как пирамида с широким основанием, образованным различными провинциальными и территориальными судами, судьи которых назначаются провинциальными или территориальными правительствами. На следующем уровне располагаются Высшие суды территорий и провинций, судьи которых назначаются федеральным правительством. Апелляции на приговоры этих Высших судов могут рассматриваться инстанциями высшего уровня — провинциальными или территориальными апелляционными судами. Также существуют Федеральные суды: Канадский налоговый суд, Федеральный суд, Федеральный апелляционный суд и Апелляционный суд Военного трибунала Канады. В отличие от провинциальных Высших судов, исполняющих общую юрисдикцию, Федеральные суды имеют юрисдикцию, ограниченную уставом.
Верховный суд Канады заслушивает апелляции, происходящие из провинциальных судов последней инстанции — обычно из провинциальных или территориальных Апелляционных судов и Федерального апелляционного суда. В большей части дел разрешение подать апелляцию должно быть, прежде всего, согласовано с группой специалистов, состоящей из трёх судей. По условию эта группа специалистов никогда не объясняет, почему она принимает или отклоняет ходатайство об обжаловании. Случаи, в которых ходатайство о разрешении апелляции не требуется, сводятся, главным образом, к уголовным делам и апелляциям, происходящим из провинций. Наконец, остаётся возможность представить дело на обжалование федеральным правительством. В таких случаях перед Верховным судом о заключении по вопросам, относящимся к делу, ходатайствует губернатор в совете (кабинете министров).
Таким образом, Верховный суд исполняет исключительные обязанности. «Губернатор в совете» может ходатайствовать перед ним для рассмотрения обжалований или важных законов. Законы, представленные на рассмотрение Суда, могут касаться конституционности или интерпретации федерального или провинциального законодательства, а также разделение полномочий между федеральными и провинциальными органами правительства.
Всякий закон может обсуждаться таким образом. Между тем, Суду нечасто приходится рассматривать обжалования. Но когда он этим занимается, затрагиваемый вопрос часто имеет государственное значение; недавний пример этому касается брака между лицами одного пола.
Конституционные вопросы могут быть также подняты в рамках обычных апелляций от различных сторон, правительств, правительственных органов или обществ Короны. В этих случаях федеральное и провинциальные правительства должны быть осведомлены по всем конституционным вопросам и могут вмешиваться для предоставления дела и присутствия на судебных прениях.

## Заседания Суда
Суд заседает в Оттаве, хотя стороны могут представлять свои выступления и из удалённых мест с помощью системы видеоконференции. Слушания Суда открыты для публики. Большинство слушаний записывается на магнитные ленты для последующей передачи по телевидению на двух официальных языках Канады (английском и французском). В течение сессии Суд заседает с понедельника по пятницу, заслушивая по два обжалования в день. Для обжалований кворум составляет пять членов. Большинство дел заслушивает группа специалистов из семи или девяти судей.
Главный судья Канады или в его отсутствие старейшина младших судей председательствует на скамье на центральном стуле вместе с другими судьями, сидящими по сторонам, справа и слева от него в порядке времени их назначения. На заседаниях Суда судьи обычно появляются в длинных чёрных шёлковых мантиях, но на наиболее важные события в трибунале и на открытие каждой новой сессии Парламента в сенате они надевают свои ярко-алые длинные церемониальные тоги, украшенные канадской белой норкой.
Решение суда иногда выносится в конце слушаний. Чаще всего приговор откладывается, чтобы позволить судьям записать мотивировку их решения. Решения Суда не обязательно должны быть единогласными; их может принять большинство, несмотря на несогласие, проявленное меньшинством. Каждый судья в любом случае может письменно оправдаться, если решит это сделать.
Верховный суд имеет высшие полномочия судебного контроля над конституционным соответствием канадских федеральных и провинциальных законов. Между тем федеральный Парламент или провинциальные законодательные собрания могут временно отменить отдельный закон, осуществляя судебный контроль в разрез (или в соответствии?) с некоторыми статьями Канадской хартии прав и свобод. Действительно, к закону добавлено условие отмены, также известное под названием «резервного полномочия».
В одном деле Национальное собрание Квебека сослалось на это полномочие, чтобы пренебречь решением Верховного суда (Форд против Квебека (Г. пр.)), утверждавшего, что один из законов о языке Квебека, запрещавший публикацию английских аббревиатур, противоречил хартии.
К младшему судье Верховного суда Канады принято обращаться «почтенный Господин (Госпожа) Судья», а к главному судье — «достопочтенный Господин (Госпожа) Главный судья Канады».

## Спор о судебном экстремизме
Реформистские активисты, Институт общественно-политических исследований, Институт Фрейзера и некоторые журналисты периодической печати заявили о проявлениях судебного экстремизма в Верховном суде. С этой точки зрения судьи, назначаемые премьер-министром, способны поступать вопреки избранникам в парламенте и навязывать обществу свои ценности.
Главный судья Верховного суда Беверли Маклаклин заявила, что суд принял либертарианскую, а не либеральную ориентацию. Она попыталась опровергнуть утверждения, по которым «права преступников» защищены лучше, чем права жертв.
На основании канонического права все католические члены Суда подверглись отлучению от церкви Latae sententiae за легализацию аборта по решению Трамбле против Дэгля в 1989.

## Современный состав
Нынешний главный судья Канады — Ришар Вагнер. 5 октября 2012 года он был назначен в Суд в качестве младшего судьи. Назначен главным судьей 18 декабря 2017 года. Девять судей суда Вагнера:
| Имя                          | Дата рождения    | Провинция               | Кто назначил                                   | Дата назначения                 | Дата обязательной отставки | Юридический факультет                             | Занятие до назначения                                                                            |
| ---------------------------- | ---------------- | ----------------------- | ---------------------------------------------- | ------------------------------- | -------------------------- | ------------------------------------------------- | ------------------------------------------------------------------------------------------------ |
| Ришар Вагнер (Главный судья) | 2 апреля 1957    | Квебек                  | Харпер (младшим судьёй) Трюдо (главным судьёй) | 21 октября 2011 18 декабря 2017 | 2 апреля 2032              | Оттавский университет                             | Апелляционный суд Квебека                                                                        |
| Андромак Каракацанис         | 3 октября 1955   | Онтарио                 | Харпер                                         | 21 октября 2011                 | 3 октября 2030             | Осгудская юридическая школа                       | Апелляционный суд Онтарио                                                                        |
| Сюзанн Коте                  | 21 сентября 1958 | Квебек                  | Харпер                                         | 1 декабря 2014                  | 21 сентября 2033           | Университет Лаваля                                | Адвокат                                                                                          |
| Малькольм Роу                | 1953             | Ньюфаундленд и Лабрадор | Трюдо                                          | 28 октября 2016                 | 2028                       | Осгудская юридическая школа                       | Верховный суд Ньюфаундленда и Лабрадора                                                          |
| Шейла Мартин                 | 31 мая 1956      | Альберта                | Трюдо                                          | 18 декабря 2017                 | 31 мая 2031                | Университет Макгилла Альбертский университет      | Апелляционный суд Альберты, Северо-западных территорий, Нунавута Суд королевской скамьи Альберты |
| Николя Казирер               | 20 февраля 1960  | Квебек                  | Трюдо                                          | 16 сентября 2019                | 20 февраля 2035            | Университет Макгилла                              | Апелляционный суд Квебека                                                                        |
| Махмуд Джамал                | 20 июля1967      | Онтарио                 | Трюдо                                          | 1 июля 2021                     | 20 июля 2042               | Университет Макгилла Йельский университет         | Апелляционный суд Онтарио                                                                        |
| Мишель О’Бонсавин            | 2 мая 1974       | Онтарио                 | Трюдо                                          | 1 сентября 2022                 | 2 мая 2049                 | Оттавский университет Осгудская юридическая школа | Высший суд Онтарио                                                                               |
| Мари Моро                    | 1955 или 1956    | Альберта                | Трюдо                                          | 6 ноября 2023                   | 2030–2031                  | Альбертский университет Университет Шербрука      | Суд королевской скамьи Альберты                                                                  |

## Другие служебные обязанности
Если генерал-губернатор умирает или покидает страну более чем на один месяц, главный судья Канады (а если эта должность вакантна, то старейшина младших судей) исполняет обязанности правителя Канады и все обязанности генерал-губернатора. В качестве правителя по случаю смерти генерал-губернатора выступали господин главный судья Лаймен Пур Дафф (в 1940) и главный судья Робер Ташро (в 1967). Главный судья, Беверли Маклаклин, начала свою работу в качестве правителя 8 июля 2005, когда генерал-губернатор Адриенна Кларксон была помещена в больницу для установки кардиостимулятора, и отказалась от этой должности, как только здоровье генерал-губернатора улучшилось.

## Любопытные случаи
- Первое заседание суда было очень коротким, поскольку не было дел для слушания.
- Две статуи, украшающие фасад здания суда — «Veritas» и «Justitia» (Истина и Справедливость) — первоначально были подготовлены для так и не возведённого памятника. Тогда же скульптор закопал обе статуи. Они были найдены лишь во время обустройства участка для стоянки.

## Международные отношения
Верховный суд Канады является членом Ассоциации кассационных судов первой инстанции франкоязычных стран (АКСУПИФ).